# S.P.A.L. 2019-2020
Questa voce raccoglie le informazioni riguardanti la S.P.A.L. nelle competizioni ufficiali della stagione 2019-2020.

## Stagione
La SPAL apre la stagione 2019-2020 eliminando il Feralpisalò nel terzo turno di Coppa Italia, mentre in campionato inizia con due sconfitte contro Atalanta e Bologna ed una vittoria sulla Lazio. Il campionato dei biancazzurri non continua nel migliore dei modi: prima della fine del girone di andata ottiene solamente altre due affermazioni a spese di Parma e Torino, rimanendo stabilmente in zona retrocessione. In coppa una larga vittoria sul Lecce consente agli spallini di accedere agli ottavi di finale, dove vengono poi eliminati dal Milan.
La vittoria di Bergamo sull'Atalanta alla prima di ritorno riaccende le possibilità per la squadra ferrarese, ma un altro filotto negativo culminato con la sconfitta interna rimediata contro il Sassuolo causa l'esonero dell'allenatore Leonardo Semplici, che dopo oltre cinque anni alla guida della SPAL lascia il posto a Luigi Di Biagio, esordiente sulla panchina di un club. Il tecnico romano ha subito il compito di vincere lo scontro diretto in casa del Lecce: la partita termina però con la sconfitta per 2-1 contro i salentini che salgono al quart'ultimo posto, lasciando a dieci lunghezze di distanza la formazione biancazzurra. Dopo una sconfitta contro la Juventus, in Italia comincia a espandersi la Pandemia di COVID-19 e Parma-SPAL, partita che viene vinta dalla squadra estense con rigore decisivo di Andrea Petagna, viene giocata a porte chiuse.
Dopo uno stop di circa tre mesi si ritorna a giocare ma la SPAL non migliorerà le sue prestazioni, ritrovandosi ancora nelle ultime posizioni di classifica. I ferraresi perdono i successivi scontri diretti facendo svanire le residue chance di salvezza. Il 19 luglio, complice la rimonta subita a Brescia e la contemporanea vittoria del Genoa sul Lecce, la SPAL retrocede matematicamente in Serie B con quattro giornate d'anticipo.

## Divise e sponsor
Lo sponsor tecnico per la stagione 2019-2020 è per il terzo anno consecutivo Macron, mentre come sponsor ufficiali sulla maglia e sulle maniche si sono susseguiti Omega Group, Krifi Caffè, Orlandi Lubrificanti, VB Impianti, Errebi Technology e Pentaferte.
La divisa casalinga presenta su torso e maniche la consueta palatura bianco-azzurra a strisce sottili; sul dorso i pali occupano la sola parte bassa della maglia, lasciando il resto dello spazio in bianco, onde meglio collocarvi numeri e personalizzazioni (declinate in azzurro). I risvolti delle maniche sono neri e oro. Le si abbinano calzoncini bianchi con profili e risvolti azzurri e dorati, calzettoni bianchi con risvolto a fascette alternate nei due colori sociali.
La divisa esterna è dorata con i colori sociali rappresentati dal colletto a girocollo bianco-azzurro e dai risvolti delle maniche, anch'essi biancazzurri. Dorati sono anche i calzettoni, coi colori sociali a connotare profili e risvolti, mentre i pantaloncini sono neri con dettagli oro.
La terza divisa è caratterizzata da una tinta grigio scuro: suo tratto particolare è la riproduzione della provincia di Ferrara serigrafata sul basso torso. I risvolti delle maniche e il colletto alla coreana sono bianchi e azzurri. La divisa si completa con shorts grigio scuro con dettagli dorati e calzettoni grigio scuro con fascette alternate biancazzurre.
| Casa | Trasferta | Terza divisa |

## Organigramma societario
Area direttiva
- Presidente: Walter Mattioli
- Patron: Simone Colombarini, Francesco Colombarini
- Direttore generale: Andrea Gazzoli
- Responsabile amministrazione, finanza e controllo: Nicola Argentini
- Direttore commerciale: Alessandro Crivellaro

Area organizzativa
- Segretario generale: Stefano Salis
- Segretario sportivo: Andrea Bernardelli (fino al 6/6/2020), Michele Sebastiani
- Segretario organizzativo: Monica Mattioli
- Team manager: Alessandro Andreini
- Stadium manager: Pietro Pelucchi
- Delegata alla sicurezza: Fabiana Lorenzoni
- Vicedelegato alla sicurezza: Stefano Furlanetto
- Supporter liaison officer: Sandro Mingozzi

Area comunicazione e marketing 
- Responsabile comunicazione: Enrico Menegatti
- Addetto stampa: Andrea Benazzi
- Responsabile marketing: Erika Antonioli
- Sales manager: Simona Ragusa
- Responsabile multimedia: Mirco Gadda
- Responsabile biglietteria: Marinella Casoni

Area tecnica
- Responsabile: Davide Vagnati (fino al 30/4/2020), Giorgio Zamuner
- Allenatore: Leonardo Semplici (fino al 10/2/2020), Luigi Di Biagio
- Allenatore in seconda: Andrea Consumi (fino al 10/2/2020), Massimo Mutarelli
- Preparatore atletico: Yuri Fabbrizzi (fino al 10/2/2020), Giambattista Venturati
- Preparatore dei portieri: Cristiano Scalabrelli
- Collaboratori tecnici: Rossano Casoni, Alessio Rubicini (fino al 10/2/2020), Antonio Chimenti, Filippo Lorenzon

Area sanitaria
- Responsabile: Paolo Minafra
- Medico sociale: Raffaella Giagnorio
- Recupero infortunati: Riccardo Ori, Fabrizio Franceschetti
- Fisioterapisti: Daniele Zannini, Matteo Evangelisti, Maurizio Lo Biundo, Piero Bortolin

## Rosa

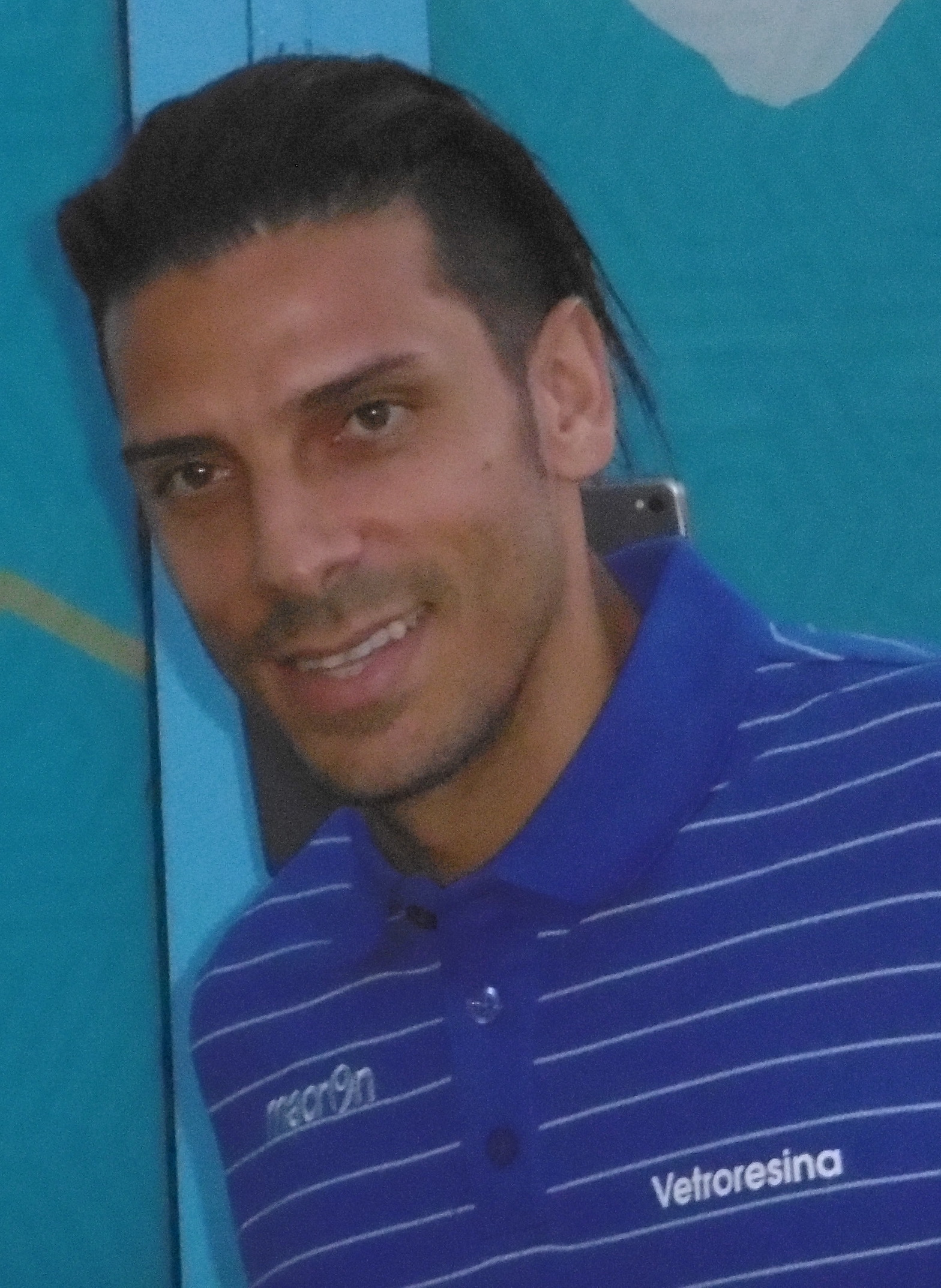
Sergio Floccari, capitano della SPAL 2019-2020.

Rosa e numerazione sono aggiornate al 2 agosto 2020.
| N. |                         | Ruolo | Calciatore                 |
| -- | ----------------------- | ----- | -------------------------- |
| 3  | Brasile (bandiera)      | D     | Igor                       |
| 4  | Polonia (bandiera)      | D     | Thiago Cionek              |
| 6  | Italia (bandiera)       | C     | Mirko Valdifiori           |
| 7  | Italia (bandiera)       | C     | Simone Missiroli           |
| 8  | Italia (bandiera)       | C     | Mattia Valoti              |
| 9  | Italia (bandiera)       | A     | Gabriele Moncini           |
| 10 | Italia (bandiera)       | A     | Sergio Floccari (capitano) |
| 11 | Italia (bandiera)       | C     | Alessandro Murgia          |
| 13 | Polonia (bandiera)      | D     | Arkadiusz Reca             |
| 14 | Burkina Faso (bandiera) | C     | Bryan Dabo                 |
| 19 | Slovenia (bandiera)     | C     | Jasmin Kurtić              |
| 19 | Argentina (bandiera)    | C     | Lucas Castro               |
| 21 | Brasile (bandiera)      | C     | Gabriel Strefezza          |
| 22 | Senegal (bandiera)      | P     | Demba Thiam                |
| 23 | Italia (bandiera)       | D     | Francesco Vicari           |
| 25 | Croazia (bandiera)      | P     | Karlo Letica               |
| 26 | Italia (bandiera)       | D     | Jacopo Sala                |
| 27 | Brasile (bandiera)      | D     | Felipe Dal Bello           |
| 31 | Italia (bandiera)       | C     | Federico Di Francesco      |
| 32 | Italia (bandiera)       | A     | Alberto Cerri              |

| N. |                                 | Ruolo | Calciatore         |
| -- | ------------------------------- | ----- | ------------------ |
| 37 | Italia (bandiera)               | A     | Andrea Petagna     |
| 40 | Serbia (bandiera)               | D     | Nenad Tomović      |
| 41 | Italia (bandiera)               | D     | Kevin Bonifazi     |
| 43 | Italia (bandiera)               | A     | Alberto Paloschi   |
| 65 | Italia (bandiera)               | P     | Marco Meneghetti   |
| 66 | Polonia (bandiera)              | D     | Bartosz Salamon    |
| 67 | Italia (bandiera)               | D     | Paolo Cannistrà    |
| 72 | Romania (bandiera)              | C     | Ricardo Farcas     |
| 77 | Italia (bandiera)               | C     | Marco D'Alessandro |
| 87 | Bosnia ed Erzegovina (bandiera) | D     | Ervin Zukanović    |
| 89 | Polonia (bandiera)              | D     | Jakub Iskra        |
| 90 | Ungheria (bandiera)             | C     | Krisztofer Horváth |
| 93 | Algeria (bandiera)              | C     | Mohamed Fares      |
| 94 | Kosovo (bandiera)               | C     | Altin Kryeziu      |
| 94 | Bolivia (bandiera)              | A     | Jaume Cuéllar      |
| 95 | Montenegro (bandiera)           | A     | Marko Janković     |
| 96 | Estonia (bandiera)              | C     | Georgi Tunjov      |
| 97 | Italia (bandiera)               | C     | Federico Zanchetta |
| 98 | Italia (bandiera)               | D     | Riccardo Mastrilli |
| 99 | Albania (bandiera)              | P     | Etrit Berisha      |

## Calciomercato

### Sessione estiva(dal 1/7 al 2/9)
| Acquisti         | Acquisti              | Acquisti     | Acquisti                                          |
| R.               | Nome                  | da           | Modalità                                          |
| ---------------- | --------------------- | ------------ | ------------------------------------------------- |
| P                | Etrit Berisha         | Atalanta     | prestito con obbligo di riscatto                  |
| P                | Karlo Letica          | Club Bruges  | prestito con diritto di riscatto                  |
| P                | Demba Thiam           | Viterbese    | fine prestito                                     |
| D                | Igor                  | Salisburgo   | definitivo                                        |
| D                | Nenad Tomović         | Chievo       | prestito con obbligo di riscatto                  |
| D                | Bartosz Salamon       | Frosinone    | fine prestito                                     |
| D                | Jacopo Sala           | Sampdoria    | definitivo                                        |
| D                | Arkadiusz Reca        | Atalanta     | prestito con diritto di riscatto e controriscatto |
| C                | Alessandro Murgia     | Lazio        | definitivo                                        |
| C                | Gabriel Strefezza     | Cremonese    | fine prestito                                     |
| C                | Marco D'Alessandro    | Atalanta     | prestito con obbligo di riscatto                  |
| C                | Federico Di Francesco | Sassuolo     | prestito con obbligo di riscatto                  |
| A                | Gabriele Moncini      | Cittadella   | svincolato                                        |
| Altre operazioni |                       |              |                                                   |
| R.               | Nome                  | da           | Modalità                                          |
| P                | Maurice Gomis         | Kukësi       | fine prestito                                     |
| P                | Marco Meneghetti      | Pordenone    | fine prestito                                     |
| D                | Michele Cremonesi     | Perugia      | fine prestito                                     |
| D                | Sauli Väisänen        | Crotone      | fine prestito                                     |
| D                | Lorenzo Dickmann      | Novara       | riscatto del cartellino                           |
| D                | Fabio Della Giovanna  | Südtirol     | fine prestito                                     |
| D                | Riccardo Mastrilli    | Bisceglie    | fine prestito                                     |
| C                | Filippo Artioli       | Viterbese    | fine prestito                                     |
| C                | Shaka Mawuli Eklu     | Catanzaro    | fine prestito                                     |
| C                | Alessandro Bellemo    | Pro Vercelli | fine prestito                                     |
| C                | Salvatore Esposito    | Ravenna      | fine prestito                                     |
| C                | Federico Viviani      | Frosinone    | fine prestito                                     |
| C                | Mattia Vitale         | Carpi        | fine prestito                                     |
| C                | Davide Mazzocco       | Padova       | svincolato                                        |
| C                | Mohamed Fares         | Verona       | riscatto del cartellino                           |
| C                | Mattia Valoti         | Verona       | riscatto del cartellino                           |
| A                | Mattia Finotto        | Cittadella   | riscatto del cartellino                           |
| A                | Andrea Petagna        | Atalanta     | riscatto del cartellino                           |

| Cessioni         | Cessioni               | Cessioni           | Cessioni                                          |
| R.               | Nome                   | a                  | Modalità                                          |
| ---------------- | ---------------------- | ------------------ | ------------------------------------------------- |
| P                | Emiliano Viviano       | Sporting Lisbona   | fine prestito                                     |
| P                | Alfred Gomis           | Digione            | definitivo                                        |
| P                | Giacomo Poluzzi        | Virtus Francavilla | svincolato                                        |
| P                | Andrea Fulignati       | Ascoli             | fine prestito                                     |
| D                | Kevin Bonifazi         | Torino             | riscatto del cartellino                           |
| D                | Lorenco Šimić          | Sampdoria          | fine prestito                                     |
| D                | Vasco Regini           | Sampdoria          | fine prestito                                     |
| D                | Lorenzo Dickmann       | Chievo             | prestito                                          |
| C                | Filippo Costa          | Napoli             | definitivo                                        |
| C                | Manuel Lazzari         | Lazio              | definitivo                                        |
| C                | Pasquale Schiattarella | Benevento          | risoluzione contratto                             |
| A                | Mirco Antenucci        | Bari               | definitivo                                        |
| Altre operazioni |                        |                    |                                                   |
| R.               | Nome                   | a                  | Modalità                                          |
| D                | Michele Cremonesi      | Venezia            | definitivo                                        |
| D                | Sauli Väisänen         | Chievo             | definitivo                                        |
| D                | Riccardo Spaltro       | Cavese             | prestito                                          |
| D                | Fabio Della Giovanna   | Imolese            | definitivo                                        |
| C                | Filippo Artioli        | Imolese            | definitivo                                        |
| C                | Alessandro Bellemo     | Como               | definitivo                                        |
| C                | Salvatore Esposito     | Chievo             | prestito con diritto di riscatto e controriscatto |
| C                | Everton Luiz           | Real Salt Lake     | riscatto del cartellino                           |
| C                | Federico Viviani       | Livorno            | prestito                                          |
| C                | Mattia Vitale          | Frosinone          | prestito con obbligo di riscatto                  |
| C                | Shaka Mawuli Eklu      | ViOn Z.M.          | prestito                                          |
| C                | Davide Mazzocco        | Pordenone          | prestito con diritto di riscatto                  |
| C                | Marco Spina            | Gozzano            | prestito                                          |
| A                | Mattia Finotto         | Monza              | definitivo                                        |

### Sessione invernale(dal 2/1 al 31/1)
| Acquisti         | Acquisti          | Acquisti   | Acquisti                         |
| R.               | Nome              | da         | Modalità                         |
| ---------------- | ----------------- | ---------- | -------------------------------- |
| D                | Ervin Zukanović   | Al-Ahli    | svincolato                       |
| D                | Kevin Bonifazi    | Torino     | prestito con obbligo di riscatto |
| C                | Bryan Dabo        | Fiorentina | prestito con diritto di riscatto |
| C                | Lucas Castro      | Cagliari   | prestito con obbligo di riscatto |
| A                | Alberto Cerri     | Cagliari   | prestito                         |
| Altre operazioni |                   |            |                                  |
| R.               | Nome              | da         | Modalità                         |
| C                | Shaka Mawuli Eklu | ViOn Z.M.  | fine prestito                    |

| Cessioni         | Cessioni          | Cessioni   | Cessioni                         |
| R.               | Nome              | a          | Modalità                         |
| ---------------- | ----------------- | ---------- | -------------------------------- |
| D                | Igor              | Fiorentina | prestito con obbligo di riscatto |
| C                | Jasmin Kurtić     | Parma      | prestito con obbligo di riscatto |
| A                | Marko Janković    | Crotone    | prestito con diritto di riscatto |
| A                | Gabriele Moncini  | Benevento  | definitivo                       |
| A                | Alberto Paloschi  | Cagliari   | prestito                         |
| Altre operazioni |                   |            |                                  |
| R.               | Nome              | a          | Modalità                         |
| C                | Shaka Mawuli Eklu | Ravenna    | definitivo                       |

## Risultati

### Serie A

#### Girone di andata
| Arbitro: | Manganiello (Pinerolo) |

|                             |           |                            |
| Di Francesco 7’ Petagna 27’ | Marcatori | 34’ Gosens 71’, 76’ Muriel |

| Arbitro: | Di Bello (Brindisi) |

|               |           |  |
| Soriano 90+3’ | Marcatori |  |

| Arbitro: | Calvarese (Teramo) |

|                          |           |                     |
| Petagna 63’ Kurtić 90+2’ | Marcatori | 17’ (rig.) Immobile |

| Arbitro: | Mariani (Aprilia) |

|                              |           |  |
| Caputo 26’, 45+2’ Duncan 47’ | Marcatori |  |

| Arbitro: | Rocchi (Firenze) |

|                  |           |                                                   |
| Di Francesco 17’ | Marcatori | 11’ (rig.), 73’ (rig.) Mar. Mancosu 47’ Calderoni |

| Arbitro: | Piccinini (Forlì) |

|                           |           |  |
| Pjanić 45’ C. Ronaldo 78’ | Marcatori |  |

| Arbitro: | Guida (Torre Annunziata) |

|             |           |  |
| Petagna 31’ | Marcatori |  |

| Arbitro: | Chiffi (Padova) |

|                          |           |  |
| Nainggolan 9’ Faragò 67’ | Marcatori |  |

| Arbitro: | La Penna (Roma) |

|            |           |          |
| Kurtić 16’ | Marcatori | 9’ Milik |

| Arbitro: | Piccinini (Forlì) |

|          |           |  |
| Suso 63’ | Marcatori |  |

| Arbitro: | Chiffi (Padova) |

|  |           |               |
|  | Marcatori | 90+1’ Caprari |

| Udine 10 novembre 2019, ore 15:00 CET 12ª giornata | Udinese         | 0 – 0 referto | SPAL | Stadio Friuli (21.621 spett.)\| Arbitro: \| Massa (Imperia) \| |
| Arbitro:                                           | Massa (Imperia) |               |      |                                                                |

| Arbitro: | Giacomelli (Trieste) |

|                    |           |             |
| Petagna 55’ (rig.) | Marcatori | 57’ Sturaro |

| Arbitro: | Irrati (Pistoia) |

|                   |           |            |
| Martínez 16’, 41’ | Marcatori | 50’ Valoti |

| Arbitro: | Orsato (Schio) |

|  |           |               |
|  | Marcatori | 54’ Balotelli |

| Arbitro: | Giua (Olbia) |

|                                                      |           |                    |
| Tomović 53’ (aut.) Perotti 66’ (rig.) Mxit'aryan 83’ | Marcatori | 44’ (rig.) Petagna |

| Arbitro: | Fabbri (Ravenna) |

|           |           |                           |
| Rincón 4’ | Marcatori | 42’ Strefezza 81’ Petagna |

| Arbitro: | Guida (Torre Annunziata) |

|  |           |                           |
|  | Marcatori | 14’ Pazzini 86’ Stępiński |

| Arbitro: | Doveri (Roma) |

|                  |           |  |
| Ge. Pezzella 82’ | Marcatori |  |

#### Girone di ritorno
| Arbitro: | La Penna (Roma) |

|            |           |                        |
| Iličić 16’ | Marcatori | 54’ Petagna 60’ Valoti |

| Arbitro: | Fabbri (Ravenna) |

|                    |           |                                          |
| Petagna 23’ (rig.) | Marcatori | 24’ (aut.) Vicari 59’ Barrow 63’ A. Poli |

| Arbitro: | Giua (Olbia) |

|                                                |           |               |
| Immobile 3’, 29’ Caicedo 16’, 38’ Adekanye 58’ | Marcatori | 65’ Missiroli |

| Arbitro: | Giacomelli (Trieste) |

|              |           |                            |
| Bonifazi 23’ | Marcatori | 65’ (rig.) Caputo 90’ Boga |

| Arbitro: | Guida (Torre Annunziata) |

|                                   |           |             |
| Mar. Mancosu 41’ (rig.) Majer 66’ | Marcatori | 47’ Petagna |

| Arbitro: | La Penna (Roma) |

|                    |           |                           |
| Petagna 69’ (rig.) | Marcatori | 39’ C. Ronaldo 60’ Ramsey |

| Arbitro: | Pairetto (Nichelino) |

|  |           |                    |
|  | Marcatori | 71’ (rig.) Petagna |

| Arbitro: | Abisso (Palermo) |

|  |           |               |
|  | Marcatori | 90+3’ Simeone |

| Arbitro: | Pairetto (Nichelino) |

|                                    |           |             |
| Mertens 4’ Callejón 36’ Younes 78’ | Marcatori | 29’ Petagna |

| Arbitro: | Mariani (Aprilia) |

|                         |           |                              |
| Valoti 13’ Floccari 30’ | Marcatori | 79’ Leão 90+3’ (aut.) Vicari |

| Arbitro: | Giacomelli (Trieste) |

|                                   |           |  |
| Linetty 11’, 45+2’ Gabbiadini 45’ | Marcatori |  |

| Arbitro: | Chiffi (Padova) |

|  |           |                                   |
|  | Marcatori | 18’ De Paul 35’ Okaka 81’ Lasagna |

| Arbitro: | Guida (Torre Annunziata) |

|                       |           |  |
| Pandev 24’ Schöne 54’ | Marcatori |  |

| Arbitro: | Giua (Olbia) |

|  |           |                                                      |
|  | Marcatori | 37’ Candreva 55’ Biraghi 60’ Sánchez 73’ Gagliardini |

| Arbitro: | Abbattista (Molfetta) |

|                   |           |          |
| Zmrhal 69’, 90+3’ | Marcatori | 42’ Dabo |

| Arbitro: | Manganiello (Pinerolo) |

|           |           |                                                                    |
| Cerri 24’ | Marcatori | 10’ Kalinić 38’ Pérez 47’ Kolarov 52’, 75’ Bruno Peres 90’ Zaniolo |

| Arbitro: | Abisso (Palermo) |

|                  |           |           |
| D'Alessandro 80’ | Marcatori | 57’ Verdi |

| Arbitro: | Sozza (Seregno) |

|                                |           |  |
| Di Carmine 7’, 11’ Faraoni 47’ | Marcatori |  |

| Arbitro: | Prontera (Bologna) |

|                  |           |                                           |
| D'Alessandro 39’ | Marcatori | 30’ Duncan 89’ Kouamé 90+4’ (rig.) Pulgar |

### Coppa Italia
| Arbitro: | Chiffi (Padova) |

|                                 |           |             |
| Di Francesco 3’ Valoti 16’, 32’ | Marcatori | 1’ Maiorino |

| Arbitro: | Giua (Olbia) |

|                                                          |           |            |
| Igor 18’ Paloschi 24’ Murgia 31’ Cionek 45’ Floccari 84’ | Marcatori | 55’ Imbula |

| Arbitro: | Ghersini (Genova) |

|                                         |           |  |
| Piątek 20’ Castillejo 44’ Hernández 66’ | Marcatori |  |

## Statistiche
Statistiche aggiornate al 2 agosto 2020.

### Statistiche di squadra
| Competizione | Punti | In casa | In casa | In casa | In casa | In casa | In casa | In trasferta | In trasferta | In trasferta | In trasferta | In trasferta | In trasferta | Totale | Totale | Totale | Totale | Totale | Totale | DR  |
| Competizione | Punti | G       | V       | N       | P       | Gf      | Gs      | G            | V            | N            | P            | Gf           | Gs           | G      | V      | N      | P      | Gf     | Gs     | DR  |
| ------------ | ----- | ------- | ------- | ------- | ------- | ------- | ------- | ------------ | ------------ | ------------ | ------------ | ------------ | ------------ | ------ | ------ | ------ | ------ | ------ | ------ | --- |
| Serie A      | 20    | 19      | 2       | 4       | 13      | 16      | 39      | 19           | 3            | 1            | 15           | 11           | 38           | 38     | 5      | 5      | 28     | 27     | 77     | −50 |
| Coppa Italia | -     | 2       | 2       | 0       | 0       | 8       | 2       | 1            | 0            | 0            | 1            | 0            | 3            | 3      | 2      | 0      | 1      | 8      | 5      | +3  |
| Totale       | -     | 21      | 4       | 4       | 13      | 24      | 41      | 20           | 3            | 1            | 16           | 11           | 41           | 41     | 7      | 5      | 29     | 35     | 82     | −47 |

### Andamento in campionato
| Giornata  | 1  | 2  | 3  | 4  | 5  | 6  | 7  | 8  | 9  | 10 | 11 | 12 | 13 | 14 | 15 | 16 | 17 | 18 | 19 | 20 | 21 | 22 | 23 | 24 | 25 | 26 | 27 | 28 | 29 | 30 | 31 | 32 | 33 | 34 | 35 | 36 | 37 | 38 |
| --------- | -- | -- | -- | -- | -- | -- | -- | -- | -- | -- | -- | -- | -- | -- | -- | -- | -- | -- | -- | -- | -- | -- | -- | -- | -- | -- | -- | -- | -- | -- | -- | -- | -- | -- | -- | -- | -- | -- |
| Luogo     | C  | T  | C  | T  | C  | T  | C  | T  | C  | T  | C  | T  | C  | T  | C  | T  | T  | C  | T  | T  | C  | T  | C  | T  | C  | T  | C  | T  | C  | T  | C  | T  | C  | T  | C  | C  | T  | C  |
| Risultato | P  | P  | V  | P  | P  | P  | V  | P  | N  | P  | P  | N  | N  | P  | P  | P  | V  | P  | P  | V  | P  | P  | P  | P  | P  | V  | P  | P  | N  | P  | P  | P  | P  | P  | P  | N  | P  | P  |
| Posizione | 14 | 17 | 16 | 17 | 19 | 19 | 17 | 18 | 19 | 19 | 20 | 19 | 19 | 19 | 20 | 20 | 19 | 20 | 20 | 18 | 18 | 20 | 20 | 20 | 20 | 19 | 19 | 20 | 19 | 20 | 20 | 20 | 20 | 20 | 20 | 20 | 20 | 20 |

Legenda:

Luogo: C = Casa; T = Trasferta. Risultato: V = Vittoria; N = Pareggio; P = Sconfitta.

### Statistiche dei giocatori
In corsivo i giocatori ceduti a stagione in corso.
| Giocatore       | Serie A  | Serie A | Serie A     | Serie A    | Coppa Italia | Coppa Italia | Coppa Italia | Coppa Italia | Totale   | Totale | Totale      | Totale     |
| Giocatore       | Presenze | Reti    | Ammonizioni | Espulsioni | Presenze     | Reti         | Ammonizioni  | Espulsioni   | Presenze | Reti   | Ammonizioni | Espulsioni |
| --------------- | -------- | ------- | ----------- | ---------- | ------------ | ------------ | ------------ | ------------ | -------- | ------ | ----------- | ---------- |
| E. Berisha      | 26       | -44     | 2           | 0          | 3            | -5           | 0            | 0            | 29       | -49    | 2           | 0          |
| K. Bonifazi     | 14       | 1       | 2           | 1          | 0            | 0            | 0            | 0            | 14       | 1      | 2           | 1          |
| P. Cannistrà    | 0        | 0       | 0           | 0          | 0            | 0            | 0            | 0            | 0        | 0      | 0           | 0          |
| L. Castro       | 7        | 0       | 0           | 0          | 0            | 0            | 0            | 0            | 7        | 0      | 0           | 0          |
| A. Cerri        | 8        | 1       | 1           | 0          | 0            | 0            | 0            | 0            | 8        | 1      | 1           | 0          |
| T. Cionek       | 28       | 0       | 11          | 0          | 2            | 1            | 0            | 0            | 30       | 1      | 11          | 0          |
| J. Cuéllar      | 2        | 0       | 0           | 0          | 1            | 0            | 0            | 0            | 3        | 0      | 0           | 0          |
| M. D'Alessandro | 15       | 2       | 0           | 1          | 1            | 0            | 0            | 0            | 16       | 2      | 0           | 1          |
| B. Dabo         | 16       | 1       | 4           | 0          | 1            | 0            | 0            | 0            | 17       | 1      | 4           | 0          |
| F. Di Francesco | 20       | 2       | 4           | 0          | 1            | 1            | 0            | 0            | 21       | 3      | 4           | 0          |
| M. Fares        | 8        | 0       | 2           | 0          | 0            | 0            | 0            | 0            | 8        | 0      | 2           | 0          |
| Felipe          | 15       | 0       | 5           | 0          | 1            | 0            | 0            | 0            | 16       | 0      | 5           | 0          |
| S. Floccari     | 24       | 1       | 3           | 0          | 2            | 1            | 0            | 0            | 26       | 2      | 3           | 0          |
| K. Horváth      | 3        | 0       | 0           | 0          | 0            | 0            | 0            | 0            | 3        | 0      | 0           | 0          |
| Igor            | 17       | 0       | 7           | 0          | 3            | 1            | 1            | 0            | 20       | 1      | 8           | 0          |
| J. Iskra        | 2        | 0       | 0           | 0          | 0            | 0            | 0            | 0            | 2        | 0      | 0           | 0          |
| M. Jankovic     | 6        | 0       | 1           | 0          | 3            | 0            | 0            | 0            | 9        | 0      | 1           | 0          |
| A. Kriezyu      | 0        | 0       | 0           | 0          | 0            | 0            | 0            | 0            | 0        | 0      | 0           | 0          |
| J. Kurtić       | 16       | 2       | 5           | 0          | 2            | 0            | 0            | 0            | 18       | 2      | 5           | 0          |
| K. Letica       | 10       | -29     | 1           | 0          | 0            | 0            | 0            | 0            | 10       | -29    | 1           | 0          |
| R. Mastrilli    | 0        | 0       | 0           | 0          | 0            | 0            | 0            | 0            | 0        | 0      | 0           | 0          |
| M. Meneghetti   | 0        | 0       | 0           | 0          | 0            | 0            | 0            | 0            | 0        | 0      | 0           | 0          |
| S. Missiroli    | 34       | 1       | 7           | 0          | 2            | 0            | 2            | 0            | 36       | 1      | 9           | 0          |
| G. Moncini      | 4        | 0       | 0           | 0          | 1            | 0            | 0            | 0            | 5        | 0      | 0           | 0          |
| A. Murgia       | 25       | 0       | 3           | 0          | 3            | 1            | 2            | 0            | 28       | 1      | 5           | 0          |
| A. Paloschi     | 10       | 0       | 0           | 0          | 2            | 1            | 0            | 0            | 12       | 1      | 0           | 0          |
| A. Petagna      | 36       | 12      | 5           | 0          | 1            | 0            | 0            | 0            | 37       | 12     | 5           | 0          |
| A. Reca         | 25       | 0       | 2           | 0          | 1            | 0            | 0            | 0            | 26       | 0      | 2           | 0          |
| J. Sala         | 16       | 0       | 1           | 0          | 0            | 0            | 0            | 0            | 16       | 0      | 1           | 0          |
| B. Salamon      | 7        | 0       | 1           | 0          | 1            | 0            | 1            | 0            | 8        | 0      | 2           | 0          |
| G. Strefezza    | 32       | 1       | 7           | 1          | 1            | 0            | 0            | 0            | 33       | 1      | 7           | 1          |
| D. Thiam        | 2        | -4      | 0           | 0          | 0            | 0            | 0            | 0            | 2        | -4     | 0           | 0          |
| N. Tomovic      | 23       | 0       | 5           | 1          | 2            | 0            | 0            | 0            | 25       | 0      | 5           | 1          |
| G. Tunjov       | 10       | 0       | 0           | 0          | 1            | 0            | 0            | 0            | 11       | 0      | 0           | 0          |
| M. Valdifiori   | 22       | 0       | 5           | 0          | 0            | 0            | 0            | 0            | 22       | 0      | 5           | 0          |
| M. Valoti       | 27       | 3       | 7           | 0          | 3            | 2            | 0            | 0            | 30       | 5      | 7           | 0          |
| F. Vicari       | 34       | 0       | 4           | 0          | 3            | 0            | 0            | 0            | 37       | 0      | 4           | 0          |
| F. Zanchetta    | 0        | 0       | 0           | 0          | 1            | 0            | 0            | 0            | 1        | 0      | 0           | 0          |
| E. Zukanovic    | 3        | 0       | 1           | 0          | 0            | 0            | 0            | 0            | 3        | 0      | 1           | 0          |

## Giovanili

### Organigramma
Area direttiva
- Responsabile dell'area tecnica: Ruggero Ludergnani
- Responsabile organizzativo: Alessandro Orlandini
- Segretario amministrativo: Marco Bof
- Addetto comunicazione: Alessio Pugliese

Area tecnica - Primavera
- Direttore sportivo: Andrea Grammatica
- Allenatore: Luca Fiasconi
- Preparatore atletico: Carlo Oliani
- Preparatore portieri: Silvio Guariso
- Medico sociale: Gianni Mazzoni
- Fisioterapista: Vittorio Bronzi

Area tecnica - Under 17
- Allenatore: Fabio Perinelli

Area tecnica - Under 16
- Allenatore: Claudio Rivalta

Area tecnica - Under 15
- Allenatore: Riccardo Bovo

### Piazzamenti
- Primavera:
  - Campionato Primavera 2: 2º (torneo sospeso).[65] Ammessa in Primavera 1
  - Coppa Italia Primavera: Primo turno eliminatorio
- Allievi Nazionali (Under 17):
  - Campionato Under-17 Serie A-B: 4º nel girone B (torneo sospeso)[65]
- Giovanissimi Nazionali (Under-16):
  - Campionato Under-16 Serie A-B: 3º nel girone B (torneo sospeso)[65]
- Giovanissimi Professionisti (Under-15):
  - Campionato Under-15 Serie A-B: 9º nel girone B (torneo sospeso)[65]